# Casimir von Pászthory
Casimir von Pászthory est un compositeur, professeur de musique et chef d'orchestre autrichien né le 1er avril 1886 à Budapest et mort le 18 février 1966 à Wermelskirchen. 
Sa musique, dont le style prenait racine dans la tradition de Richard Wagner et de Richard Strauss, n'excluait pas un certain nombre d'éléments stylistiques personnels.

## Biographie
Casimir von Pászthory était le fils d’un haut fonctionnaire qui provenait d’une vieille famille hongroise. Sa mère était la pianiste Gisela von Voigt, qui venait d’une famille allemande noble avec des origines dans la région de Hanovre. Ancienne élève de Franz Liszt, elle était active jusqu’à un âge avancé et a joué un des concerts de piano de Liszt, dont le "Flügel", dans le cadre d’une célébration du maître à Budapest.
Après le deuxième mariage de sa mère avec August Göllerich, Casimir von Pászthory partit à Nuremberg, où il alla au lycée. Ensuite, il étudia à Vienne au sein de la faculté de droit, mais il se concentra avant tout sur ses études de musique, en particulier sur le cours de violon de Paul Grümmer. 
Après de longs voyages, qui l’amenèrent à travers l’Europe et en Asie Mineure, il s’établit à Vienne, où il enseigna le violon pendant plusieurs années au Conservatoire. En parallèle, il consacra son temps à la scène musicale entre autres comme accompagnateur au piano de ses chansons puis comme chef d’orchestre de ses œuvres musicales.
Sa compagne Dora Baubin, qu’il épousa en 1911, participa intensément à sa création artistique et a écrit les livrets des œuvres dramatiques « Die Prinzessin und der Schweinehirt » (« La Princesse et le porcher ») et « Tilman Rimenschneider ».
Pászthory était membre du Parti national-socialiste des travailleurs allemands (NSDAP). Lorsque Pászthory a perdu son appartement et ses biens à Vienne à la suite de la guerre en 1945, il s’exila à Salzbourg en 1950, après un long séjour passé à Attersee. Là-bas il passa le plus long de son temps à composer. 
En 1953, le président autrichien lui décerna le titre de professeur. À son 80e anniversaire, une décoration par la ville de Salzbourg de la médaille d’or fut planifiée, mais elle n’a toutefois pas pu avoir lieu. Il passa les derniers jours de sa vie à Berger Mühle dans la ville de Wermelskirchen.

## Œuvres musicales
- Opéras
- Ballets
- Mélodrames
- Lieder pour orchestre
- Lieder pour piano
- Musique instrumentale pour orchestre
- Musique de chambre